# Pueblo akan
El pueblo akan (akanes), es un complejo étnico-lingüístico cuyos miembros habitan principalmente en el sur de Ghana, el este de Costa de Marfil , Liberia y partes de Togo. Hablan diferentes variedades akánicas de la rama  kwa de las lenguas Níger-Congo. Si bien su origen sigue en estudio, la tradición oral akan llama a sus antepasados nta fo, a quienes ubican inicialmente en territorios más al norte, cercanos al valle del Nilo. En un periplo de entre 2000 a 1500 años AP, habrían comenzado un desplazamiento en dirección oeste, tendrían compartido territorio con los mandinga en el antiguo reino de Ghana, para finalmente entre los siglos XI y XII afincarse en sucesivas y pequeñas oleadas, en las cuencas de los ríos Ofin y Pra, así como en el lago Bosumtwi, mezclándose con la población nativa.
El complejo étnico akan representa aproximadamente entre el 47% y el 47%,5 de la población de Ghana y entre el 28,9% y el 35% de la de Costa de Marfil según diversas fuentes. Se divide en grandes grupos y subgrupos entre los que destacan los abron, akyem, akuapim, anyi, asante, baoulé, denkyra, kwahu, nzema y ante. La estimación de hablantes de lenguas akánicas supera los 12.000.000 de personas. El territorio histórico de los akan se sitúa en la costa del Golfo de Guinea, en una franja que va del río Bandama hasta el río Volta. La extracción y comercio del oro y la nuez de cola, para la que se valían de esclavos permitieron el surgimiento de estados poderosos entre los siglos XIV y XIX, como la confederación fante, el imperio asante y el reino de Mankessim.

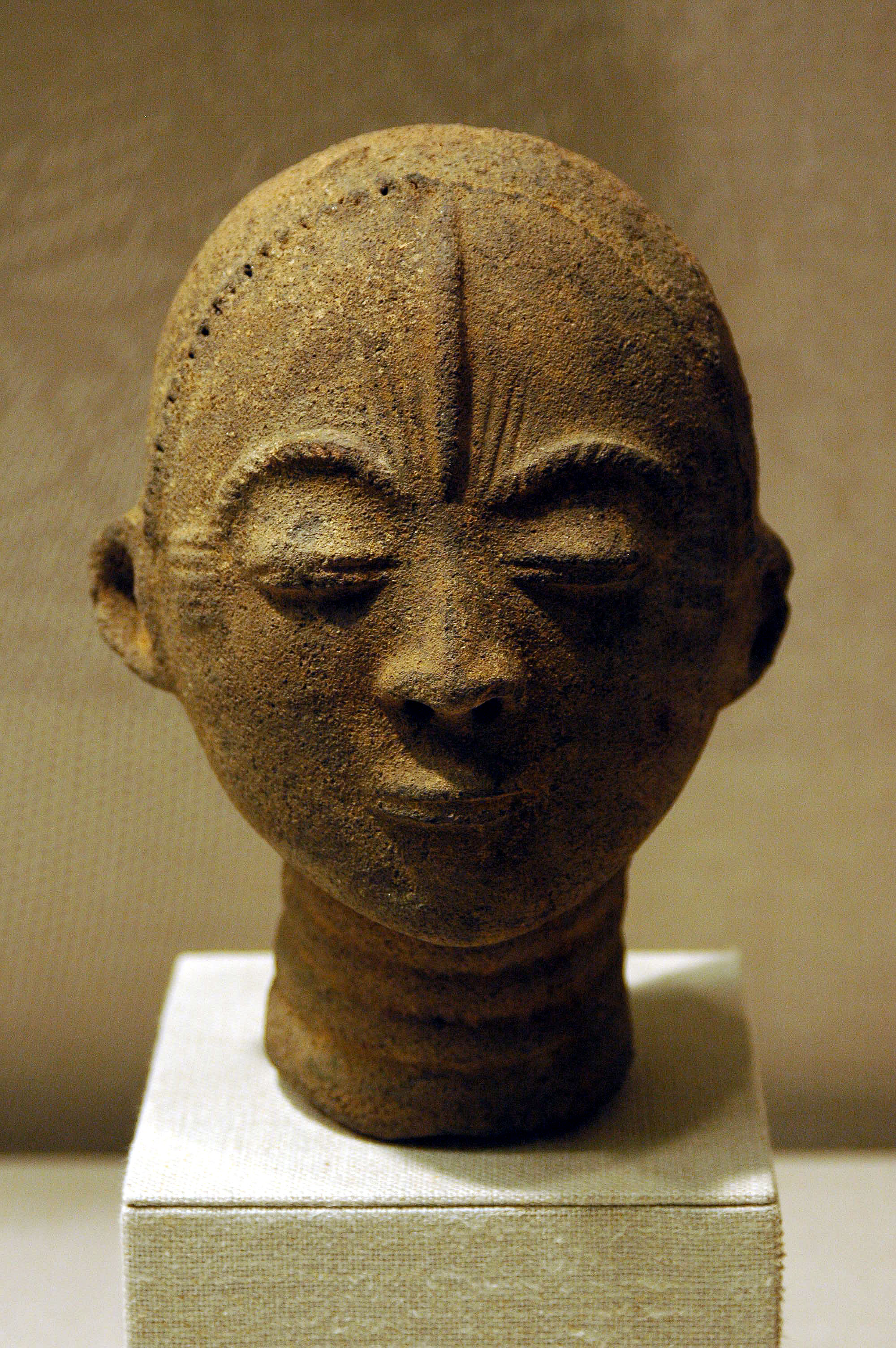
Siglo XVII, terracota akan

## Etnónimo

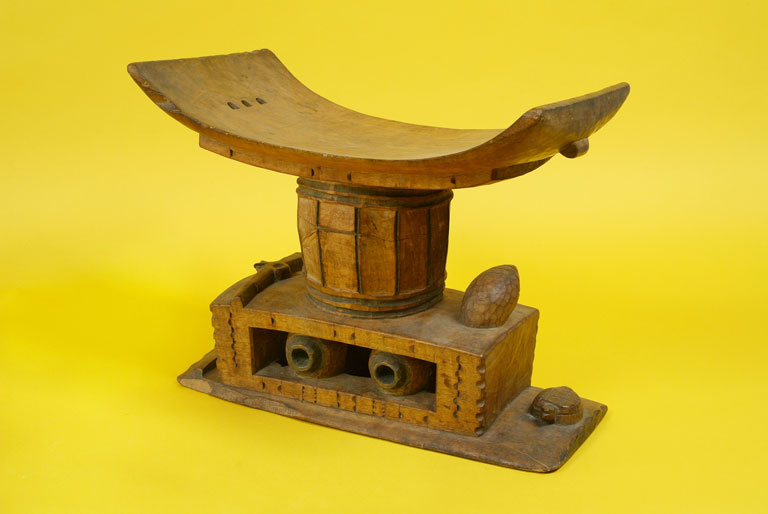
Un taburete de Akan Reina Madre de los mediados del siglo XX, en la colección permanente del Museo de los Niños de Indianápolis

El origen del nombre akan no está claro, pero existen algunas teorías sobre el punto. Una de ellas señala que akan significa "él ha dicho", una fórmula con la que el maestro de la palabra transmitía al pueblo los comunicados del jefe de la comunidad. También se ha formulado que en twi, la raíz kan significa "primero". Por lo tanto, Akanfo Ô son literalmente "las primeras personas". En el siglo XIX, el término se traducía comúnmente al inglés como "pioneros" y "aborígenes", y ambos capturaban diferentes matices del twi.

## Idioma
El complejo étnico y lingüístico akan comprende un conjunto de lenguas y dialectos que hablan aproximadamente 12.000.000 de personas asentadas principalmente en la costa occidental de África, aunque también se registran importantes grupos en la diáspora tanto en América del Norte como en Europa.
Según la web especializada en lingüística, OLAC (por las siglas en inglés Open Language Archives Community), las lenguas y dialectos del complejo akan pueden aparecer en diversos estudios con los siguientes nombres: abura fanti, achanti, agona, ahafo, akuapem, akuapim, akwapem twi, akwapi, akyem, akyem bosome, anomabo fanti, asante, asanti, asen, ashante twi, bono, dankyira, fante, fanti, gomua, kwahu, kwawu, mfantse o twi.

### Distribución mundial de hablantes de lenguas akánicas.

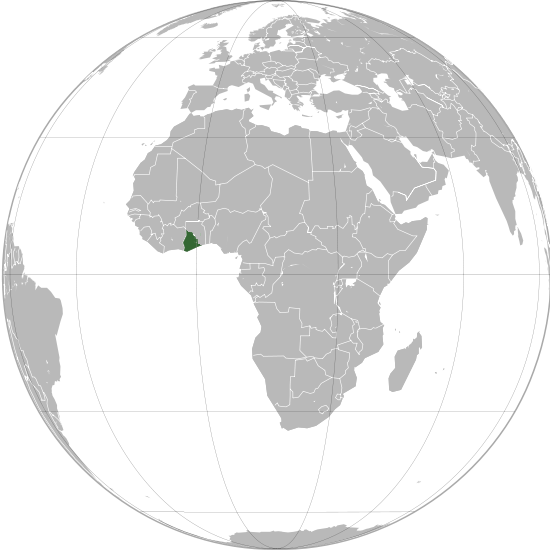
Ubicación del país Akan.

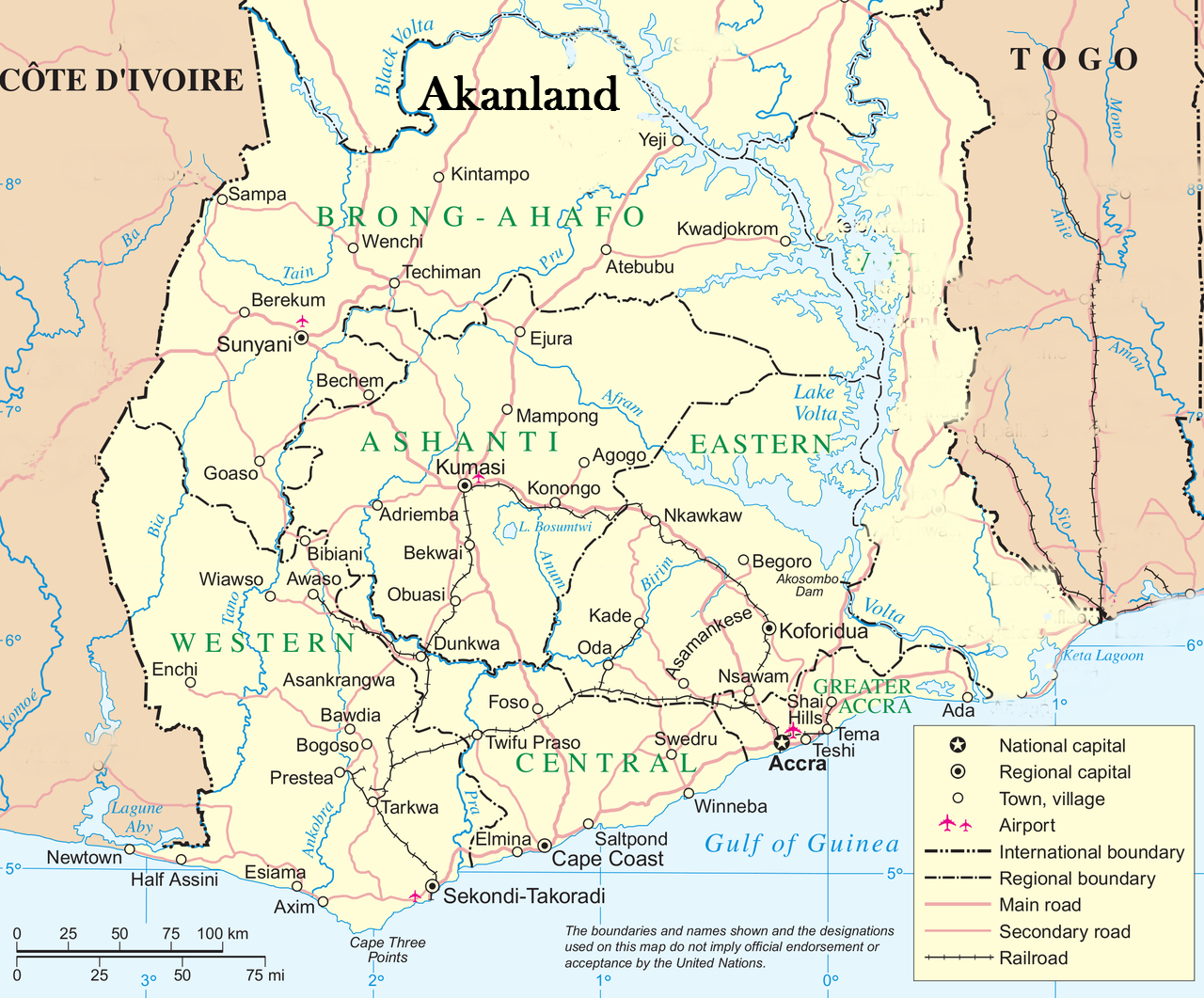
Principales territorios akanes

| Lenguas akánicas | Lenguas akánicas          | Lenguas akánicas |
| ---------------- | ------------------------- | ---------------- |
| Grupo            | País                      | Población        |
| Akan             | Canadá                    | 600              |
| Akan             | Dinamarca                 | 1.900            |
| Akan             | Finlandia                 | 1.300            |
| Akan             | Ghana                     | 4.771.000        |
| Akan             | Italia                    | 49.000           |
| Akan             | Costa de Marfil           | 390.000          |
| Akan             | Países Bajos              | 18.000           |
| Akan             | Noruega                   | 1.900            |
| Akan             | Togo                      | 86.000           |
| Akan             | Liberia                   | 95.000           |
| Akan             | Reino Unido               | 27.000           |
| Akan             | Estados Unidos de América | 78.000           |
| Akan - ahafo     | Ghana                     | 107.000          |
| Akan - akwamu    | Ghana                     | 67.000           |
| Akan - akwapem   | Ghana                     | 778.000          |
| Akan - akyem     | Ghana                     | 1.021.000        |
| Akan - asen      | Ghana                     | 177.000          |
| Akan - dankyira  | Ghana                     | 154.000          |
| Akan - fante     | Ghana                     | 3.405.000        |
| Akan - fante     | Costa de Marfil           | 26.000           |
| Akan - kwawu     | Ghana                     | 551.000          |

## Historia

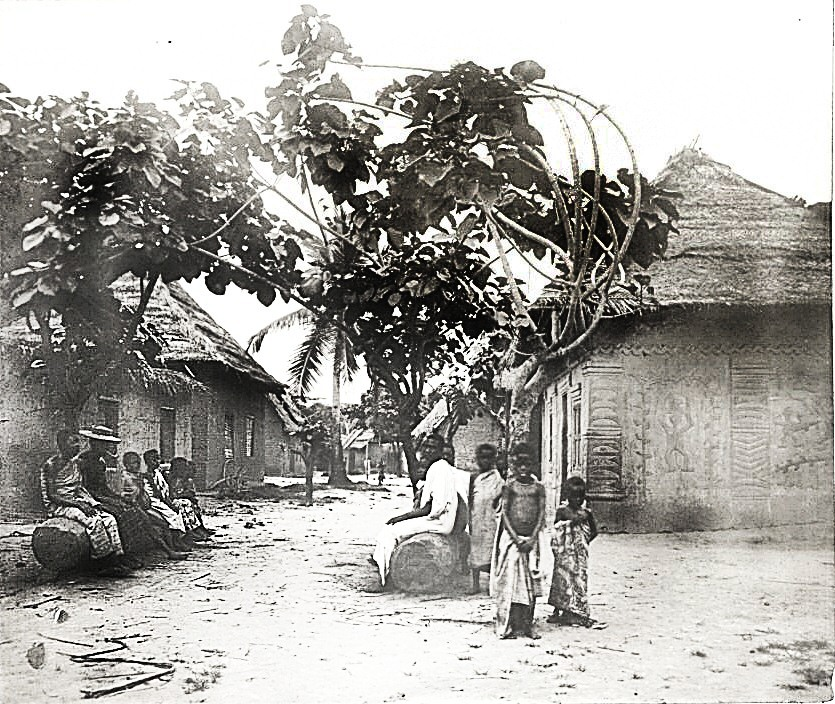
The National Archives UK - Fotografía histórica de una calle de Wassan

El complejo étnico y lingüístico akan es originario de un conjunto de pueblos que habitaron la franja meridional próxima a los 1600 km de largo que va desde Liberia hasta el bajo Níger. Este sustrato de comunidades diversas fue creciendo con la llegada en pequeñas oleadas de personas que desde otras regiones de África y por diversas razones se fueron integrando a ellas en un proceso de continua hibridación cultural. Este intercambio poblacional se vio además influido por las rutas comerciales que traían y llevaban gentes a través del desierto en las caravanas al norte o por los bosques y sabanas en las comunicaciones con el sur. También la costa atlántica originó un tránsito adaptativo que evolucionó en una rica cultura marinera.
Estas comunidades antiguas del África Occidental no hablaban una lengua única y producto de la adaptación al bosque, la sabana o la costa desarrollaron en sucesivos milenios habilidades diferentes para cubrir sus necesidades. Esta evolución social les otorgó identidades particulares expresadas en la multitud de etnónimos que pueblan la región. Pero al mismo tiempo la necesidad de buscar vías de comercio y cooperación para la sobrevivencia los dotó de lenguas francas o al menos inteligibles entre sí, a la vez que usos y costumbres que los identificaron como integrantes de un grupo mayor, del que fueron formando parte por lazos de parentesco o matrimonio: linajes y clanes.
Este colectivo de pueblos ancestrales se suele identificar por razones metodológicas en pre-akan o proto-akan para su estudio. Sin embargo los yacimientos y complejos estudiados a tal fin entre el segundo milenio a. C. hasta por lo menos el siglo X, les son en buena parte comunes al resto de grandes etnias que cohabitan con los akanes. Será recién entre los siglos XI y XII en adelante que las poblaciones se asentarán en estados y reinos que les darán las identidades y etnónimos con los que son conocidos tras la llegada de los europeos en el siglo XV y los estudios etnográficos y lingüísticos iniciados fundamentalmente a partir del siglo XIX.

### El origen nta fo

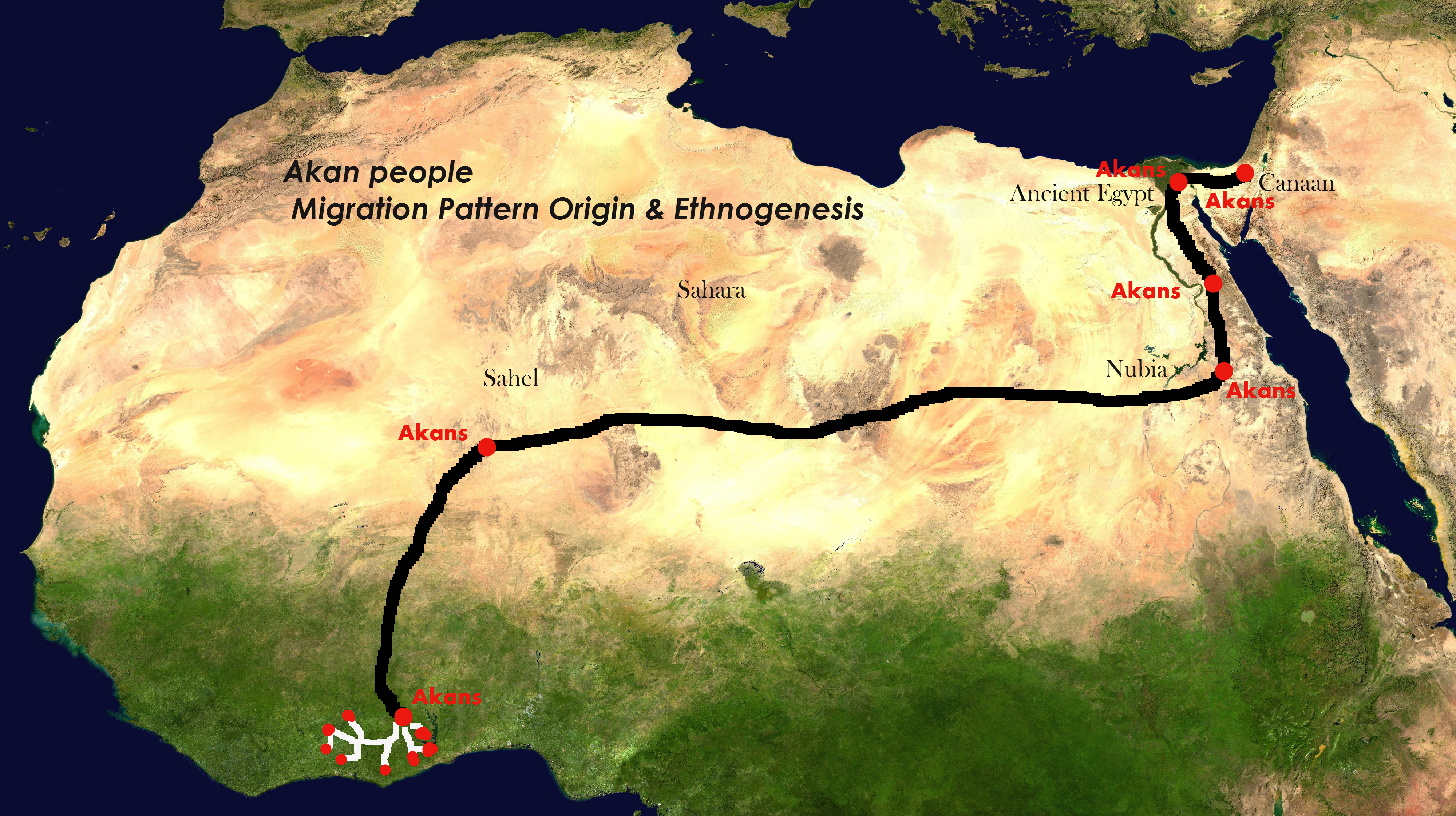
Ruta migratoria de los nta fo (akan) según la tradición oral

La tradición oral de la comunidad akan relata una travesía de los nta fo (así llaman a sus ancestros) desde regiones más al norte de sus actuales emplazamientos. Algunas versiones remiten al valle del Nilo, otras a las mesetas del Sudán y también se menciona el “gran desierto blanco”. Investigaciones etnográficas de la década de 1960 encontraron similitudes entre conceptos y deidades akánicas con las del Egipto faraónico. En este recorrido que pudo iniciarse entre el año 2000 al 1500 a. C., habría una escala e integración con los habitantes del antiguo reino de Ghana, que pudo tener lugar entre los siglos IV y VII d. C., incluso hasta el XIII. Así lo entienden investigaciones que encontraron que mandingas y akanes comparten nombres vinculados al antiguo reino, así como la tradición matrilineal de transmisión del linaje. La invasión almorávide del siglo XI pudo provocar una nueva oleada de pequeñas comunidades que escaparon hacia territorios del bosque tropical y la costa de Guinea, futuro territorio akan.
El origen nororiental o mediterráneo de los nta fo es cuestionado por historiadores y etnógrafos que ven en ello un intento de glorificar el pasado akan así como de otras etnias a través de supuestas vinculaciones con las culturas clásicas mediterráneas como la egipcia. Agregan que no hay pruebas concluyentes de carácter arqueológico ni lingüísticas que solventen esos grandes desplazamientos poblacionales. Afirman que las evidencias históricas y geográficas señalan que las selvas habitadas obstaculizaban la penetración masiva de pueblos, por lo que es más probable el movimiento en pequeños grupos que aunque ejercieran gran influencia cultural, probablemente fueran absorbidos lingüística y también “físicamente” por las comunidades nativas. Para estos autores los orítenes migratorios de los akan desde Egipto o la antigua Ghana, así como el punto de vista del origen de los ga y dangme desde lo que es ahora la República de Benín y Nigeria se debe considerar, sobre bases arqueológicas y lingüísticas, ya superado.

### Los proto-akan

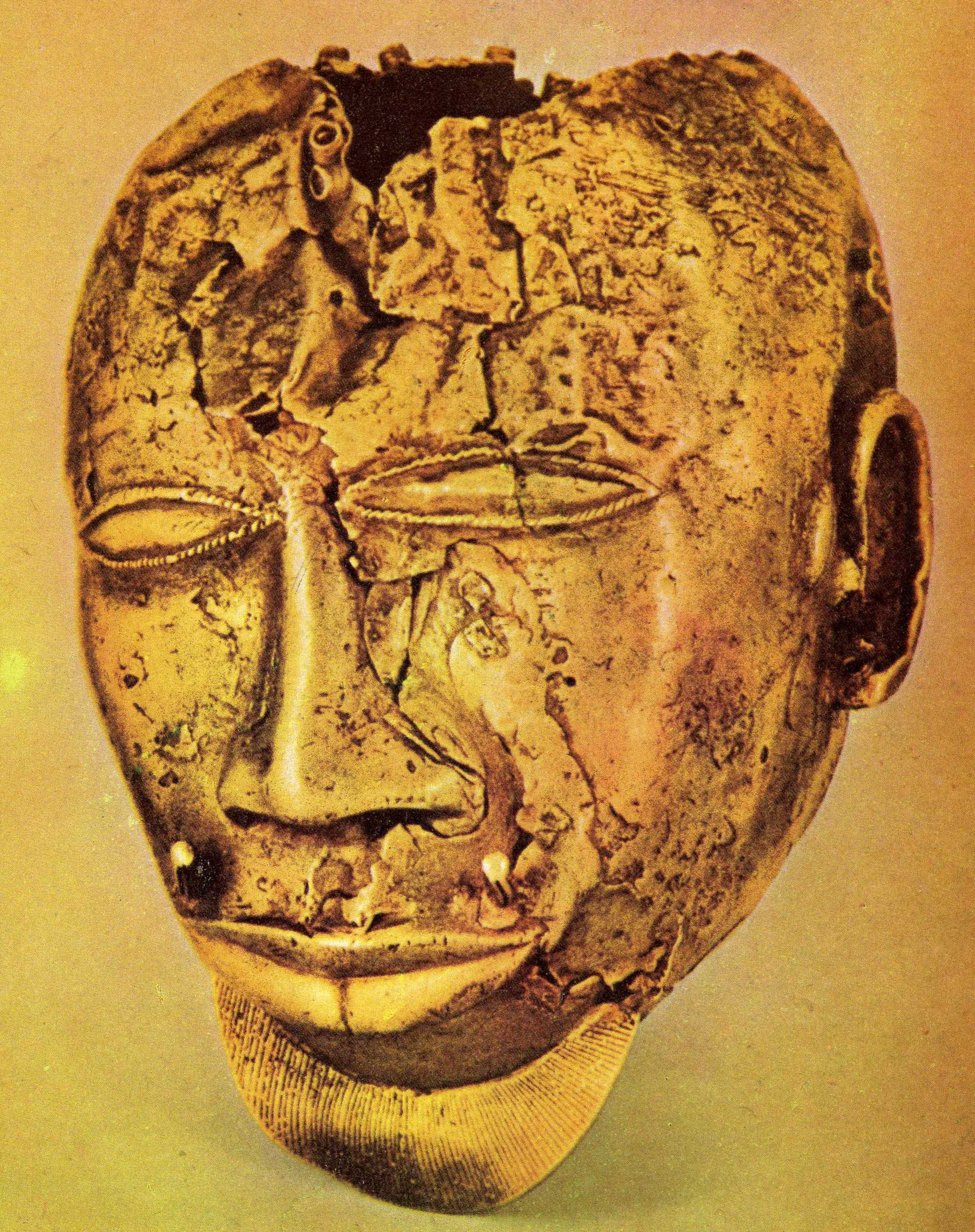
Máscara de oro - tesoro del rey Kofi Kolkalli

Los estudios lingüísticos sugieren que en la franja de 1600 km que va desde Liberia hasta el bajo Níger (Nigeria), conviven comunidades de lengua kwa y benue-congo, relacionadas entre sí, con semejanzas en vocabulario y estructura; ambas de la familia niger-congo. Constatación que permite rastrear la existencia de una protolengua común akan que les dio origen. Por su parte los registros arqueológicos en Asokrochona, Kintampo y Ntesero en Ghana indican que las zonas ahora ocupadas por pueblos de lenguas kwa y benue-congo presentan una prolongada ocupación por comunidades de cazadores y posteriormente de agricultores desde hace cinco a seis milenios de antigüedad. Esto hace pensar que el protolenguaje akan es producto de un desarrollo cultural prolongado que tuvo lugar en la selva de Guinea, la sabana colindante y las sucesivas diversificaciones. Este proceso histórico y cultural parece indicar que las actuales grandes y pequeñas etnias son producto de una constante influencia intercultural desarrollada en la propia región.

### Yacimientos pre-akan

#### Amoiwi
Amoiwi, un refugio rocoso cerca de Bono Manso es considerado el “agujero sagrado” donde surgió el pueblo akan en la tradición de unos de sus grandes grupos, el pueblo abron. Yacimiento que está datado entre los años 370 y 510 d. C.

#### Bonoso

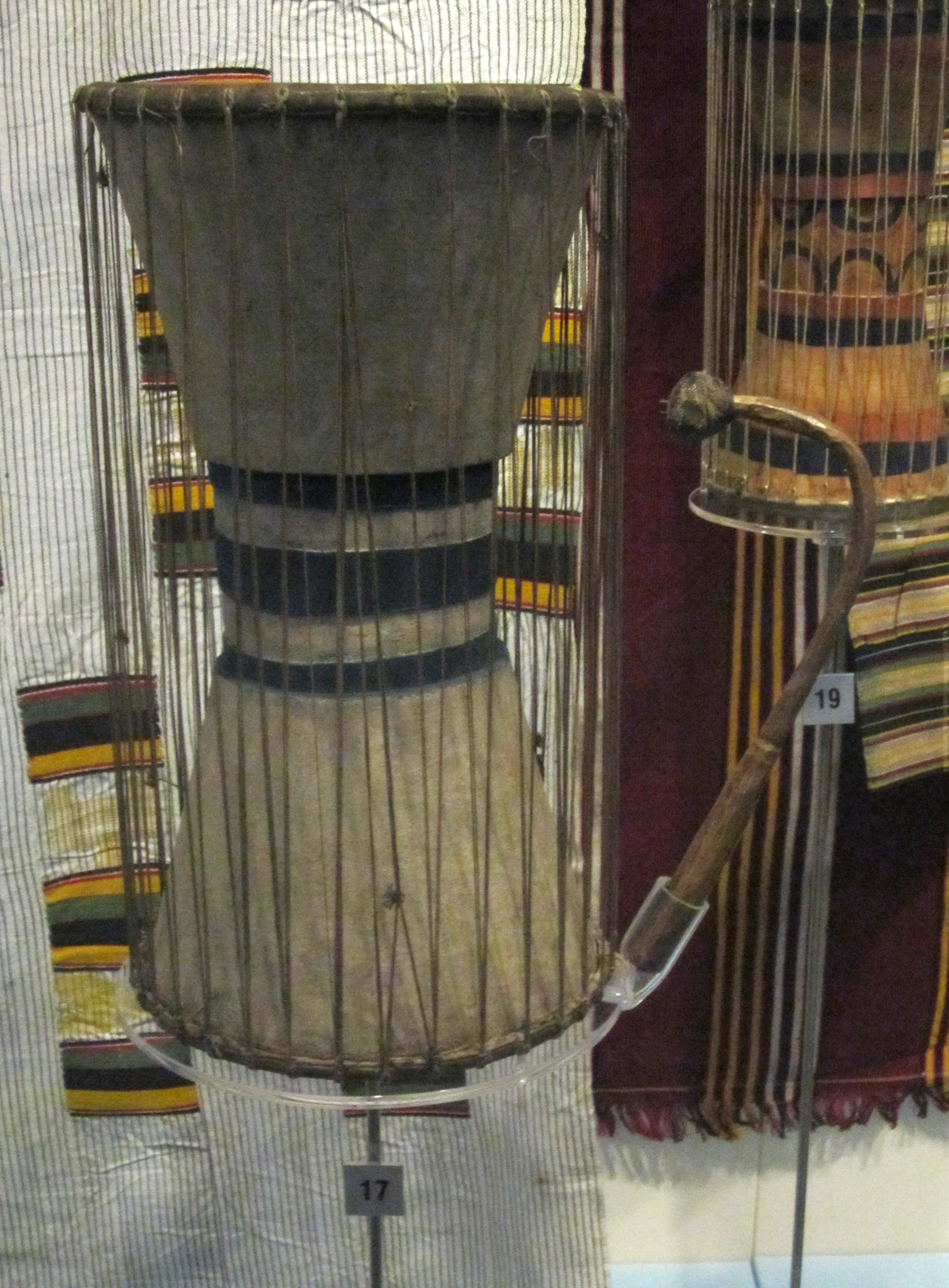
Tambor del pueblo fante (Ghana), World Museum Liverpool

La tradición oral de los akanes del pueblo abron de Wenchi afirma que de un “agujero en el suelo” de Bonoso, tras ser desenterrados por un cuadrúpedo semejante a un cerdo llamado wankye, surgieron sus clanes ancestrales. El emplazamiento fue datado con carbono-14 como perteneciente a los años 660 a 1085. Se extrajo industria de fundición de hierro y alfarería decorada con incisiones de peine. Según fuentes de la tradición oral akan, los ancestros se trasladaron posteriormente de este primer asentamiento en Bonoso a su primera capital en Ahwene Koko en el Antiguo Wenchi.

#### Begho

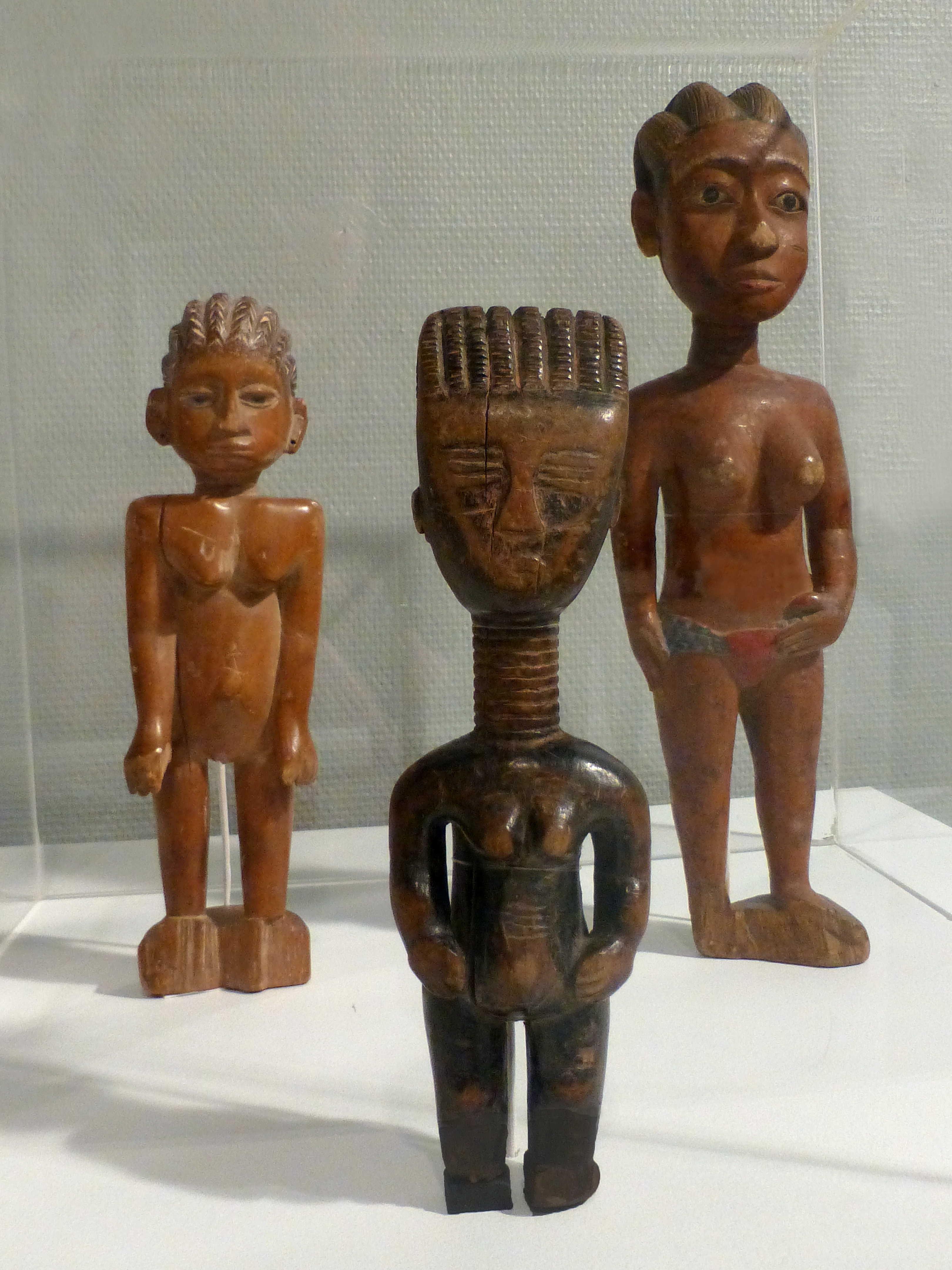
Juego de estatuillas femeninas. Musée africain de Lyon

El asentamiento proto-urbano de Begho (región de Brong Ahafo) es considerado uno de los mejores ejemplos de la evolución pre-akan en el período que va del año 600 al 1100. Creció de un sustrato poblacional agrícola-pastoral que se remonta hasta hace 3500 años y que logró alcanzar una especialización artesanal y tecnológica, protourbanismo, mercado y posible comienzo de la industria de marfil y la exportación comercial.
Según la tradición oral Begho fue fundada por Efua Nyarko. Su barrio más antiguo lleva su nombre y fue datado hacia los años 965 – 1125 por carbono-14. En 1 km² de superficie fueron encontrados indicios de utensilios de hierro, objetos de cobre, marfil y alfarería con ornamentaciones de barbotina y pintura, semejante a la alfarería del siglo IX de la Nueva Buipe. El trabajo llevado a cabo en Begho reveló que la cultura de esta ciudad fue predominantemente la del pueblo abron, con evidencias de significativas influencias externas.
Begho existió como centro comercial desde el siglo XI, pero no alcanzó su máximo esplendor hasta el siglo XIV y su mayor fortaleza se consolidará en el XVII. Se cree que llegó a abarcar hasta quinientos recintos cercados y cinco mil personas. Se desarrolló una agricultura a partir del ñame y las palmeras oleaginosas, siendo añadidos más tarde sorgo y mijo. Con el transcurso del tiempo la ciudad pasó a incorporar poblaciones de lengua voltaica y de lengua mande especializadas en distintas ocupaciones y oficios.
Otros mercados importantes contemporáneos en la zona fueron los de Bima y Bofe, que prosperaron gracias al comercio con el medio Níger. De las costumbres y naturaleza de estas sociedades pre-akan se conoce relativamente poco, más allá de las inferencias estudiadas de la posterior civilización akan. A partir de estudios de tradición oral se desprende  la existencia de esclavos domésticos y un fuerte sistema de clanes. Los ajuares funerarios y la variedad de las inhumaciones denotan una diversidad de actitudes religiosas hacia los enterramientos.

#### Asentamientos asante
La región pre-akan de los pueblos asante y wassa destaca por sus prominentes emplazamientos en lo alto de las colinas, típicos de la Edad de Hierro. Se estima su ocupación y evolución entre el siglo I y el XVI. El conjunto está integrado por los yacimientos de  Nkukoa Buoho (cerca de Kumasi), Bekwai, Kwapong, Obuasi Monkey Hill, Nsuta, Tarkwa, Ntirikurom y Odumparara Bepo.
En general son asentamientos aldeanos con empalizadas. Se encontró abundante alfarería del período correspondiente a los años 600 a 1100, junto con herramientas de piedra con una tecnología más antigua. Los restos de cerámicas aparecieron en muchas ocasiones junto con restos de hierro, fragmentos de horno y anacrónicas hachas de piedra pulimentada, abalorios de cuarzo, microlitos, piedras para moler y abalorios de bauxita como en Odumparara.
Se considera a estos emplazamientos como parte del período evolutivo previo a la urbanización, formación del estado y las rutas comerciales de larga distancia que se desarrollarán con el pueblo asante en Adanse, Denkyira y Asante. Del mismo período, en la zona minera de Akyem Manso y Akwatia se encontraron fortificaciones de tierra. Altos terraplenes defensivos con fosos o zanjas exteriores que rodeaban cada aldea. Aparecen en Akwatia, Manso, Oda, Abodum, Kokobin y Domiabra entre otros lugares cercanos. Sobre la función de las empalizadas unas teorías le otorgan un carácter defensivo y otras como delimitadoras de campos de trabajo para la explotación de depósitos aluviales de oro cono en el valle de Birim. En los terraplenes de Akyem Manso se encontró alfarería profusamente ornamentada con rebordes sobresalientes, similares a las del complejo de la colina Asante Wassa. Las cerámicas fueron relacionadas con restos de fundición de hierro, hachas de piedra pulimentada, abalorios y piedras para moler.

#### Asentamientos ga, guang y dangme en Acra

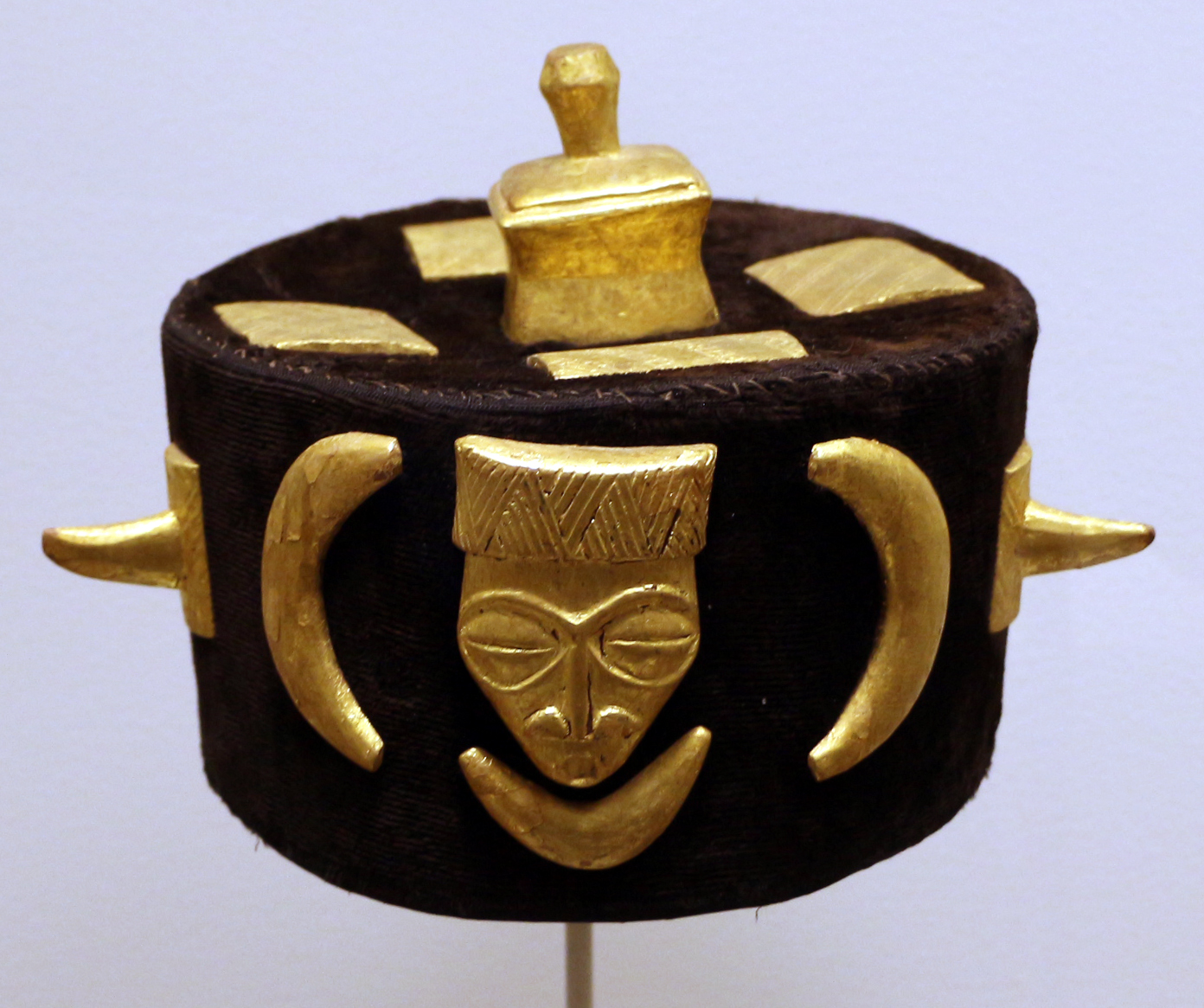
Sombrero - corona akan de 1950. (Museo de Indianápolis)

Estos yacimientos abarcan un período que va desde principios del primer milenio d. C., hasta el 1900. Pertenecen a las culturas pre-akan conocidas como ga, guang y dangme. Habitaron la zona de la costa en torno a la actual Acra.  La tradición oral ga refiere a una primitiva migración de ancestros desde la zona de Dahomey (Nigeria).  Por su parte las investigaciones arqueológicas  y la etnolingüística tienden a considerarlos de origen nativo pues sus asentamientos en las llanuras de Acra registran unos mil o dos mil años de antigüedad para el pueblo ga y el dangme.
Destacan los emplazamientos de Gbegbe, Pequeña Acra, Prampram y Lolovo, que incluyen ruinas con alfarería anterior a las importaciones europeas, por lo tanto anteriores al siglo XV. Existen otros yacimientos relacionados con estos pre-akan en Ayawaso, capital de la Gran Acra, Ladoku y Shai que datan del período 1550-1900, época de urbanización, formación de Estados y sistemas complejos de comercio. Tanto Ladoku como Shai registran además numerosos asentamientos aldeanos del período pre-akan entre los años 600 a 1400. Destacan los de Cherekecherete, Adwuku, Tetedwa, Pianoyo e Hioweyo.
Entre el 1000 y el 1300 el pueblo dangme de los asentamientos de Prampram, Dawhenya y Shai estableció una sociedad teocrática en torno a una economía de pastoreo, pesca, sal y maíz de Guinea. Su legado incluye una ciencia herbaria muy elaborada, música (klama) y un sistema combinado de teocracia y monarquía.

#### Bono Manso

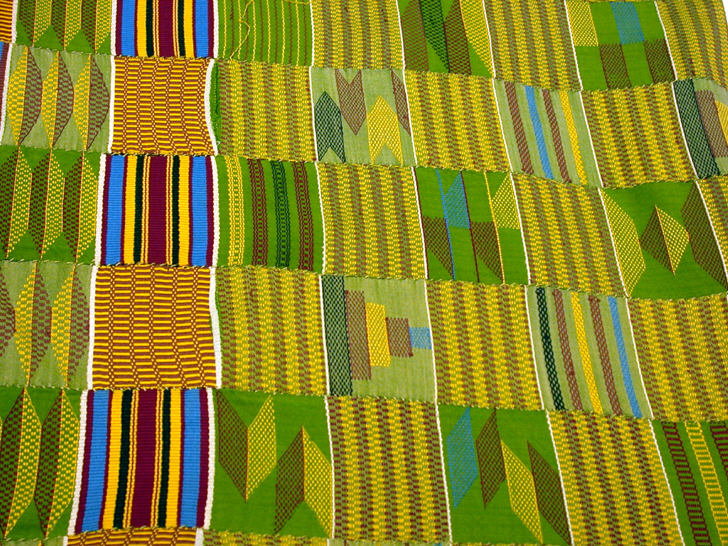
Tejido tradicional Kente del pueblo asante.

Bono Manso está situado 16 kilómetros al norte de Takyiman. La tradición oral también remite a que fue fundado por los ancestros que salieron del “agujero sagrado” del refugio rocoso de Amuowi, sobre el siglo V. Fue el primero en dominar y adquirir supremacía sobre el resto de jefaturas de la zona, bajo el poder de los reyes del pueblo abron que fijaron allí su residencia. Se encontraron hornos y restos de materiales de hierro junto con cerámicas de una más temprana, tal vez del siglo IV. Se piensa que la cultura abron se forjó de otra más antigua asentada en el lugar. Bono Manso se levantó en la zona limítrofe entre la sabana y la selva y desarrolló un activo intercambio comercial con productos de ambas regiones. Cobró importancia por ser el punto más meridional al que podían llegar las bestias de carga de las caravanas de comerciantes. A mayores en su entrono se encontraba el punto de origen del oro aluvial que interesaba a los comerciantes mande, así como otro producto muy codiciado, las nueces de cola. La no existencia de barrios con extranjeros hace suponer una población étnicamente más homogénea en Bono Manso, con respecto a lo que sucedía en Begho. La administración del comercio estaba centralizada por los reyes y jefes del estado Bono. El estudio de la cerámica encontrada en el yacimiento fue identificada con diferentes grupos akan, algunos de ellos integrados con otras etnias.

### Reinos y estados akan

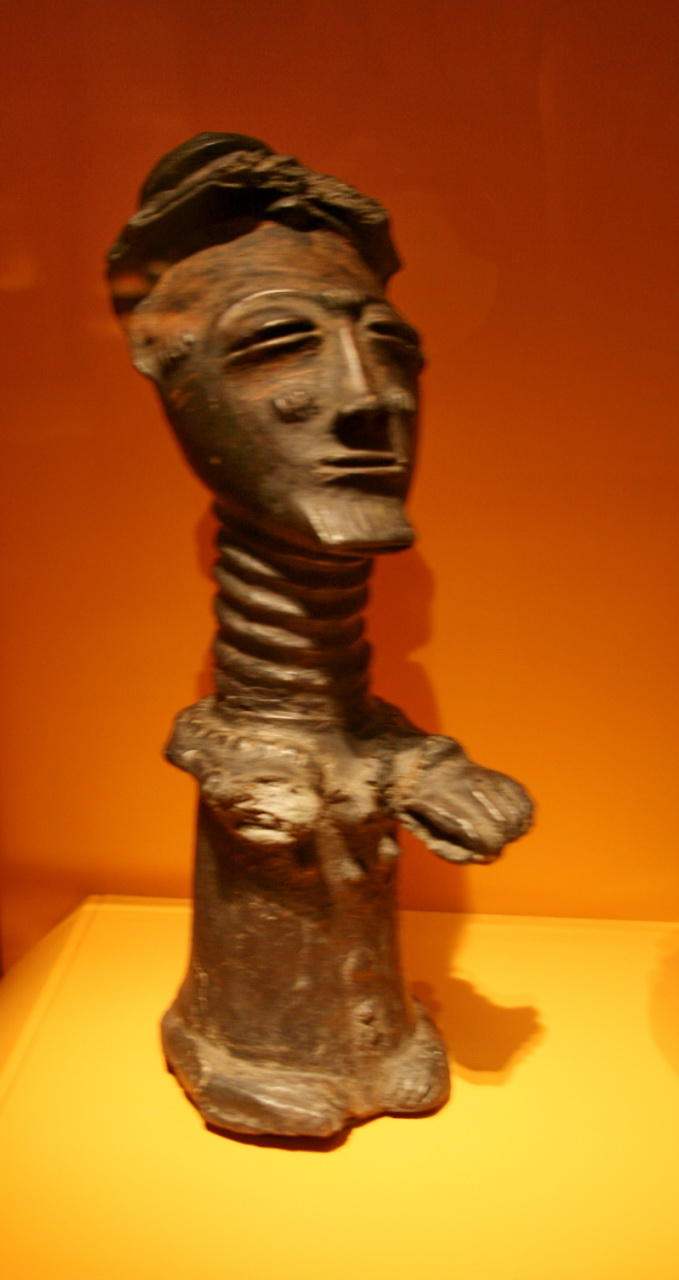
Estatuilla funeraria del pueblo anyi

Los primeros asentamientos akan no tuvieron un poder centralizado. Comunidades autónomas y jefaturas de diferentes magnitudes organizaban la gestión de sus principales recursos económicos: agropecuaria, oro y nuez de piña. Solo en caso de amenaza grave externa se unían. A partir de mediados del siglo XV la historiografía suele designar este conjunto de jefaturas como Estados Akan Independientes. Comprenden una treintena de organizaciones costeras entre los ríos Comoé y Volta.
Se suele considerar al reino de Bono Manso como el primer gran reino akan, aunque es un asentamiento de mayor antigüedad se fija su consolidación en la primera mitad del siglo XV. Sobre la década de 1550 un grupo de comunidades akan de la zona de Adansi se unificaron en una confederación recordada por la memoria oral como “Confederación de los Estados Adansi”. Su constitución dispersó a otros grupos akan en dirección norte y sur. Los desplazados formaron durante el siglos XVI nuevas comunidades (jefaturas, estados y reinos), a lo largo de los ríos Tano y Volta, unidas por lazos de parentesco y de clan. De estos grupos alejados de la confederación de los ansi surgirán reinos potentes como Akwamu, Bono y Denkyira en el primer tercio del siglo XVII. Estas organizaciones imponían tributos y reducían a vasallaje a las comunidades sometidas.
Estos reinos akan se organizaron como monarquías presididas por un omahene (rey) rodeado de una corte. Seguían una línea matriarcal de descendencia. El ejército mantenía la cohesión interna con los asago (guerreros) distribuidos en los distintos barrios y los osafohene, jefes o reyes de comunidades que en caso de guerra dirigían las acciones. Los jefes de comunidades formaban un consejo asesor del omahene. Sus sistemas económicos, políticos y sociales se transformaron del siglo XVI al XVIII por el comercio con los europeos en la costa.
| Reinos y estados akan | Reinos y estados akan                    | Reinos y estados akan | Reinos y estados akan | Reinos y estados akan |
| --------------------- | ---------------------------------------- | --------------------- | --------------------- | --------------------- |
| Siglo                 | Entidad                                  | Pueblo predominante   | Años aprox.           |                       |
| XV                    | Bono Manso                               | Abron                 | 1450-1723             | [ 48 ]                |
| XVI                   | Confederación Adanse                     | Akanes de Adanse      | 1550                  | [ 7 ]                 |
| XVII                  | Reino Akwamu                             | Akanes del noroeste   | 1600-1730             | [ 49 ]                |
| XVII                  | Reino Denkyira                           | Akanes del norte      | 1601-1700             | [ 50 ]                |
| XVII                  | Confederación Fante                      | Fante                 | 1651-1824             | [ 51 ]                |
| XVII                  | Imperio asante                           | Asante                | 1670-1902             | [ 52 ]                |
| XVII                  | Reino Gyaaman                            | Abron                 | 1671-1896             | [ 53 ]                |
| XVII                  | Reino Sanwi                              | Anyi                  |                       | [ 54 ]                |
| XIX                   | Reino de Mankessim (Confederación Fante) | Fante                 | 1868-1873             | [ 51 ]                |